# David Cassidy
David Bruce Cassidy (New York, 12 aprile 1950 – Fort Lauderdale, 21 novembre 2017) è stato un attore, cantante e chitarrista statunitense che iniziò la sua carriera come cantante nella Partridge Family Band, per poi affermarsi come solista.

## Biografia

### Infanzia
Figlio dell'attore Jack Cassidy e dell'attrice Evelyn Ward, fratellastro degli attori Shaun Cassidy, Patrick Cassidy e Ryan Cassidy (nati dal matrimonio di suo padre con l'attrice Shirley Jones), ottenne un notevole successo come giovane attore nel corso degli anni sessanta e degli anni settanta.

### Carriera
Dopo aver fatto parte del cast della serie televisiva La famiglia Partridge (1970-1974), ove recitò insieme anche a Shirley Jones, che nella vita reale era la moglie del padre, nel 1978 apparve in un episodio della serie Sulle strade della California, per il quale ottenne una candidatura al Premio Emmy.
Per il cinema, invece, affiancò Leif Garrett ne I visitatori del sabato sera (1990) e interpretò la parte di Grant in Popstar (2005).

### Vita privata
Nel 1977 sposò l'attrice Kay Lenz, divorziando nel 1982. Nel 1984 sposò Meryl Tanz, da cui divorziò nel 1986. Lo stesso anno ebbe una figlia, Katie, poi diventata attrice, da una relazione con la modella Sherry Benedon. Il 30 marzo 1991 sposò Sue Shifrin, da cui ebbe un figlio, Beau Devin (1991).
È morto nel 2017, mentre era in attesa di un trapianto di fegato.

## Riconoscimenti
- Young Hollywood Hall of Fame (1970's)

## Discografia solista

### Album in studio
- 1972 - Cherish
- 1972 - Rock Me Baby
- 1973 - Dreams Are Nuthin' More Than Wishes...
- 1975 - The Higher They Climb
- 1976 - Home Is Where the Heart Is
- 1976 - Getting It in the Street
- 1985 - Romance
- 1990 - David Cassidy
- 1992 - Didn't You Use to Be?
- 1996 - How Can I Be Sure
- 1998 - Old Trick New Dog
- 2003 - A Touch of Blue

### Raccolte
- 1977 - Bravo Prasentiert
- 1978 - David Cassidy 12 Original Super Classics
- 1982 - The Best of David Cassidy
- 2005 - Classic Songs
- 2006 - When I'm a Rock 'n' Roll Star
- 2007 - Then and Now
- 2010 - David Cassidy Part II - The Remix

### Live
- 1974 - Cassidy Live!
- 1981 - Greatest Hits Live
- 2002 - live in Concert

## Discografia dei Partridge Family

### Album in studio
- 1970 - The Partridge Family Album
- 1970 - Up to Date
- 1971 - Sound Magazine
- 1971 - A Partridge Family Christmas Card
- 1972 - Shopping Bag
- 1972 - The Partridge Family Notebook
- 1973 - Crossword Puzzle
- 1974 - Bulletin Board

## Filmografia

### Cinema
- Operazione Rosebud (Rosebud), regia di Otto Preminger (1975)
- Instant Karma, regia di Roderick Taylor (1990)
- I visitatori del sabato sera (The Spirit of '76), regia di Lucas Reiner (1990)
- Popstar, regia di Richard Gabai (2005)
- Forgiven This Gun4hire, regia di Mike Dahl (2018)

### Televisione
- The Survivors - serie TV, 1 episodio (1969)
- Ironside - serie TV, 1 episodio (1969)
- F.B.I. (The F.B.I.) - serie TV, 1 episodio (1970)
- Marcus Welby (Marcus Welby, M.D.) - serie TV, 1 episodio (1970)
- Adam-12 - serie TV, 1 episodio (1970)
- Bonanza - serie TV, episodio 11x20 (1970)
- Medical Center - serie TV, 1 episodio (1970)
- Mod Squad, i ragazzi di Greer (The Mod Squad) - serie TV, 1 episodio (1970)
- La famiglia Partridge (The Partridge Family) - serie TV, 96 episodi (1970-1974)
- Sulle strade della California (Police Story) - serie TV, 1 episodio (1978)
- David Cassidy - Man Undercover - serie TV, 10 episodi (1978-1979)
- Love Boat (The Love Boat) - serie TV, 1 episodio (1980)
- The Night the City Screamed - film TV (1980)
- Matt Houston - serie TV, 1 episodio (1982)
- Fantasilandia (Fantasy Island) - serie TV, 2 episodi (1980-1983)
- Il brivido dell'imprevisto (Tales of the Unexpected) - serie TV, 1 episodio (1983)
- Parade of Stars - film TV (1983)
- Alfred Hitchcock presenta (Alfred Hitchcock Presents) - serie TV, 1 episodio (1988)
- Flash (The Flash) - serie TV, 1 episodio  (1991)
- The Ben Stiller Show - serie TV, 1 episodio (1992)
- Ein Schloß am Wörthersee - serie TV, 1 episodio (1993)
- The John Larroquette Show - serie TV, 1 episodio (1995)
- The Agency - serie TV, 1 episodio (2003)
- Malcolm (Malcolm in the Middle) - serie TV, 1 episodio (2003)
- Perfetti... ma non troppo (Less Than Perfect) - serie TV, 1 episodio (2005)
- Biography - serie TV, 1 episodio (2006)
- Ruby & the Rockits - serie TV, 10 episodi (2009)
- CSI - Scena del crimine (CSI: Crime Scene Investigation) - serie TV, 1 episodio (2013)

## Doppiatori italiani
Nelle versioni in italiano delle opere in cui ha recitato, David Cassidy è stato doppiato da:
- Massimo Rossi in La famiglia Partridge
- Francesco Pannofino in Alfred Hitchcock presenta
- Sandro Acerbo ne I visitatori del sabato sera
- Mario Cordova in Flash
- Michele Gammino in Malcolm
- Vittorio Stagni in CSI - Scena del crimine